# PCLinuxOS
 (avril 2013).
Si vous disposez d'ouvrages ou d'articles de référence ou si vous connaissez des sites web de qualité traitant du thème abordé ici, merci de compléter l'article en donnant les références utiles à sa vérifiabilité et en les liant à la section « Notes et références ».
 (avril 2013).
PCLinuxOS est un système d’exploitation de type Unix, libre et indépendant, proposant une ergonomie proche de celle de Windows. Il est disponible gratuitement à partir du site de l'éditeur.
Ce système d'exploitation est constitué de logiciels libres, de pilotes libres et propriétaires pour que la plupart des périphériques soient fonctionnels dès le départ.

## Histoire
Au départ, PCLinuxOS était un ensemble de paquets RPM créés par Bill Reynolds dans le but d'améliorer Mandrake Linux. Reynolds, aussi connu sous le nom de Texstar, a maintenu son dépôt de paquets RPM en parallèle du site web PCLinuxOnline de 2000 à 2003. 
En 2003, Texstar créa un fork de Mandrake Linux 9.2 (sorti en octobre 2003).
Travaillant avec The LiveCD Project, Texstar a depuis développé ce fork pour en faire une distribution à part entière.
Le 10 avril 2013, PCLinuxOS publie sa première version 64 bits. Elle est articulée autour d'un noyau linux 3.2.18 et du bureau KDE 4.10.1.

## Différentes déclinaisons
PCLinuxOs propose plusieurs déclinaisons afin de pouvoir bénéficier de divers environnements de bureau :
- KDE [4].
- LXDE
- MATE

Il existait également KDE FullMonty Desktop, abrégée "FM", une version modifiée de KDE incluant six bureaux optimisés pour des activités distinctes.